# Rich Beem
Rich Beem (* 24. August 1970 in Phoenix, Arizona) ist ein US-amerikanischer Profigolfer der PGA Tour.
Beem wurde im Jahre 1994 Berufsgolfer, war aber anfangs wenig erfolgreich und arbeitete als Verkäufer von Autoradios und Handys.
Erst 1999 konnte er sich für die PGA Tour qualifizieren und gewann im selben Jahr sein erstes Turnier, die Kemper Open. Im Jahr 2002 gelang Beem der nächste Erfolg, dem er eine Woche später seinen bislang größten Sieg folgen ließ – die PGA Championship, eines der vier Major-Turniere. Er verwies dabei den weltbesten Golfer Tiger Woods um einen Schlag auf den zweiten Platz.

## PGA Tour Siege
- 1999: Kemper Open
- 2002: The INTERNATIONAL, PGA Championship

Major Championship ist fett gedruckt!

## Andere Turniersiege
- 2002: Wendy’s 3-Tour Challenge (mit John Daly und Jim Furyk), Hyundai Team Matches (mit Peter Lonard)

## Resultate bei Major Championships
| Tournament            | 1999 | 2000 | 2001 | 2002 | 2003 | 2004 | 2005 | 2006 | 2007 | 2008 | 2009 | 2010 | 2011 | 2012 | 2013 | 2014 | 2015 | 2016 | 2017 | 2018 |
| --------------------- | ---- | ---- | ---- | ---- | ---- | ---- | ---- | ---- | ---- | ---- | ---- | ---- | ---- | ---- | ---- | ---- | ---- | ---- | ---- | ---- |
| The Masters           | DNP  | DNP  | DNP  | DNP  | T15  | CUT  | CUT  | T42  | 54   | DNP  | DNP  | DNP  | DNP  | DNP  | DNP  | DNP  | DNP  | DNP  | DNP  | DNP  |
| PGA Championship      | T70  | DNP  | DNP  | 1    | CUT  | CUT  | CUT  | T49  | CUT  | CUT  | T43  | DNP  | CUT  | T36  | CUT  | CUT  | CUT  | T73  | CUT  | CUT  |
| US Open               | DNP  | DNP  | CUT  | DNP  | CUT  | CUT  | CUT  | CUT  | CUT  | T78  | DNP  | DNP  | DNP  | DNP  | DNP  | DNP  | DNP  | DNP  | DNP  | DNP  |
| The Open Championship | CUT  | DNP  | DNP  | DNP  | T43  | T71  | CUT  | CUT  | T20  | WD   | DNP  | DNP  | DNP  | DNP  | DNP  | DNP  | DNP  | DNP  | DNP  | DNP  |

| Turnier               | 2019 | 2020 | 2021 | 2022 | 2023 | 2024 |
| --------------------- | ---- | ---- | ---- | ---- | ---- | ---- |
| The Masters           | DNP  | DNP  | DNP  | DNP  | DNP  | DNP  |
| PGA Championship      | T80  | CUT  | CUT  | CUT  | DNP  | CUT  |
| US Open               | DNP  | DNP  | DNP  | DNP  | DNP  | DNP  |
| The Open Championship | DNP  | KT   | DNP  | DNP  | DNP  | DNP  |

LA= Bester Amateur

DNP = nicht teilgenommen

CUT = Cut nicht geschafft

„T“ geteilte Platzierung

KT = Kein Turnier (Ausfall wegen Covid-19)

DQ = disqualifiziert

Grüner Hintergrund für Sieg

Gelber Hintergrund für Top 10.